# Rangpur
|  | Aquest article tracta sobre sobre la ciutat de Bangladesh. Si cerqueu la capital del regne d'Ahom, vegeu «Rangpur (Ahom)». |

Rangpur (Bengali: রংপুর, La llar del Benestar o de la Joia) és una ciutat i municipi de Bangladesh, capital del districte de Rangpur. La ciutat té una superfície de 43 km² i una població segons el cens provisional del 2006 de 251.699 habitants; el 1901 tenia 15.960 habitants. Està situada a 25° 45′ N, 89° 15′ E / 25.750°N,89.250°E

## Història
La fundació s'atribueix tradicionalment al raja Bhagadatta, que apareix al Mahabharata. Fou ocupada pel rei de Gaur Ala al-Din Husain (1492-1519). Va ser erigida en capital d'un districte districte (abraçant un bom nombre de districtes actuals) després del 1765. El 1867 es va formar la municipalitat. El 1897 va patir un terratrèmol que la va destruir en gran part.

## Llocs interessants
- Al sud de la ciutat hi ha el Tajhat, un antic "rajbari" o palau del zamindar. El palau fou abandonat als anys cinquanta i va decaure ràpidament tot i que fou utilitzat com a cort de justícia fins als anys vuitanta; el 2004 fou restaurat àmpliament i va esdevenir un museu d'antigues inscripcions, art i monedes de la regió.
- Col·legi Carmichael tané al sud de la ciutat, un dels centres educatius principals del nord de Bangladesh
- "Rangpur Cadet College" establert el 1969, un altre important col·legi
- Rangpur Zila School

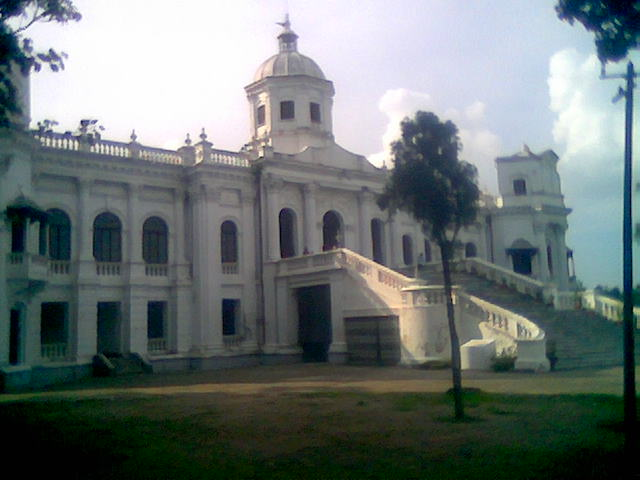
Palau Tajhat (Rangpur Museum)
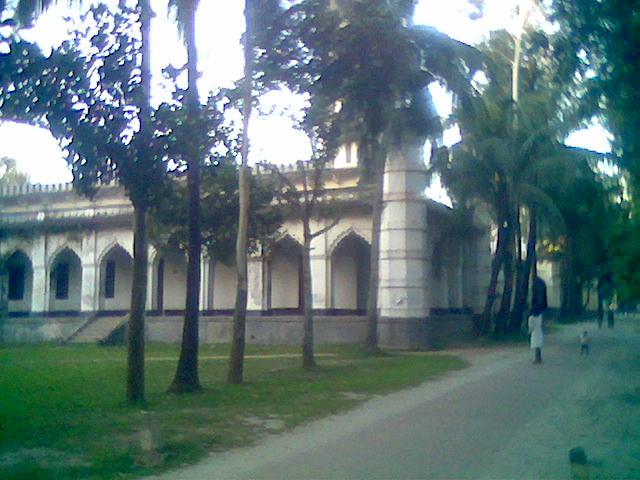
Carmichael College
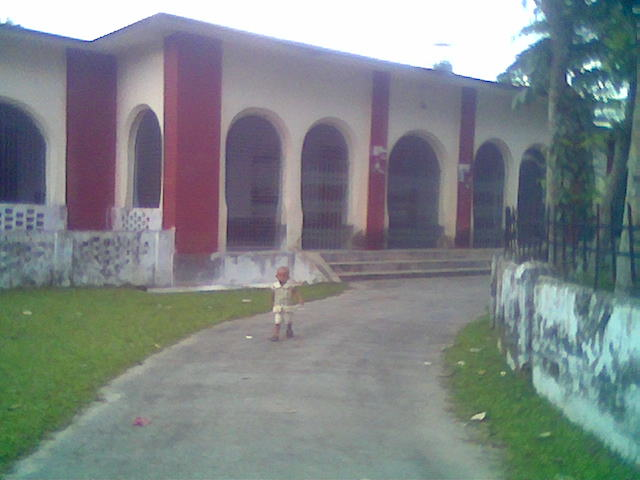
Rangpur Zilla School
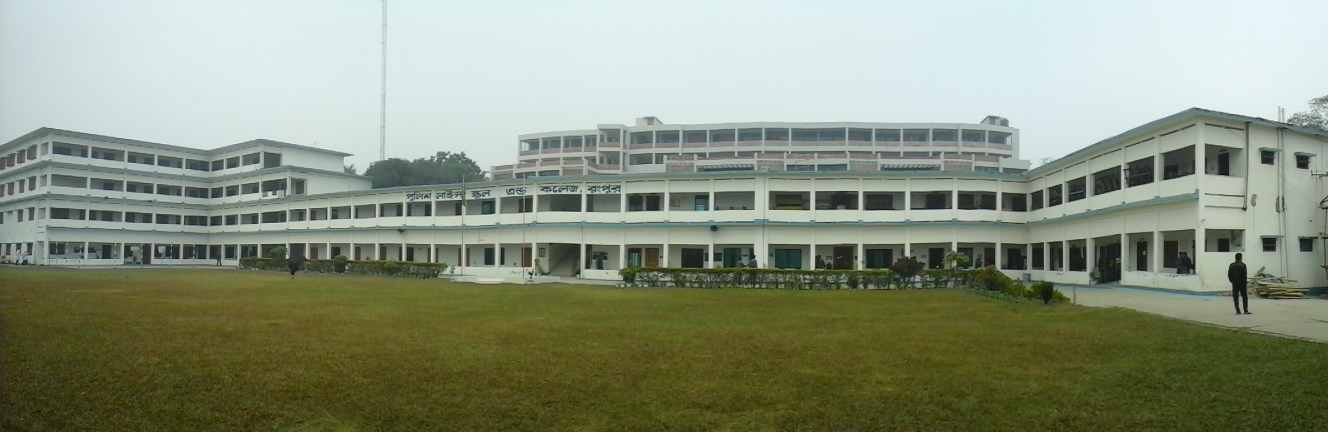
Police Lines School and College, Rangpur
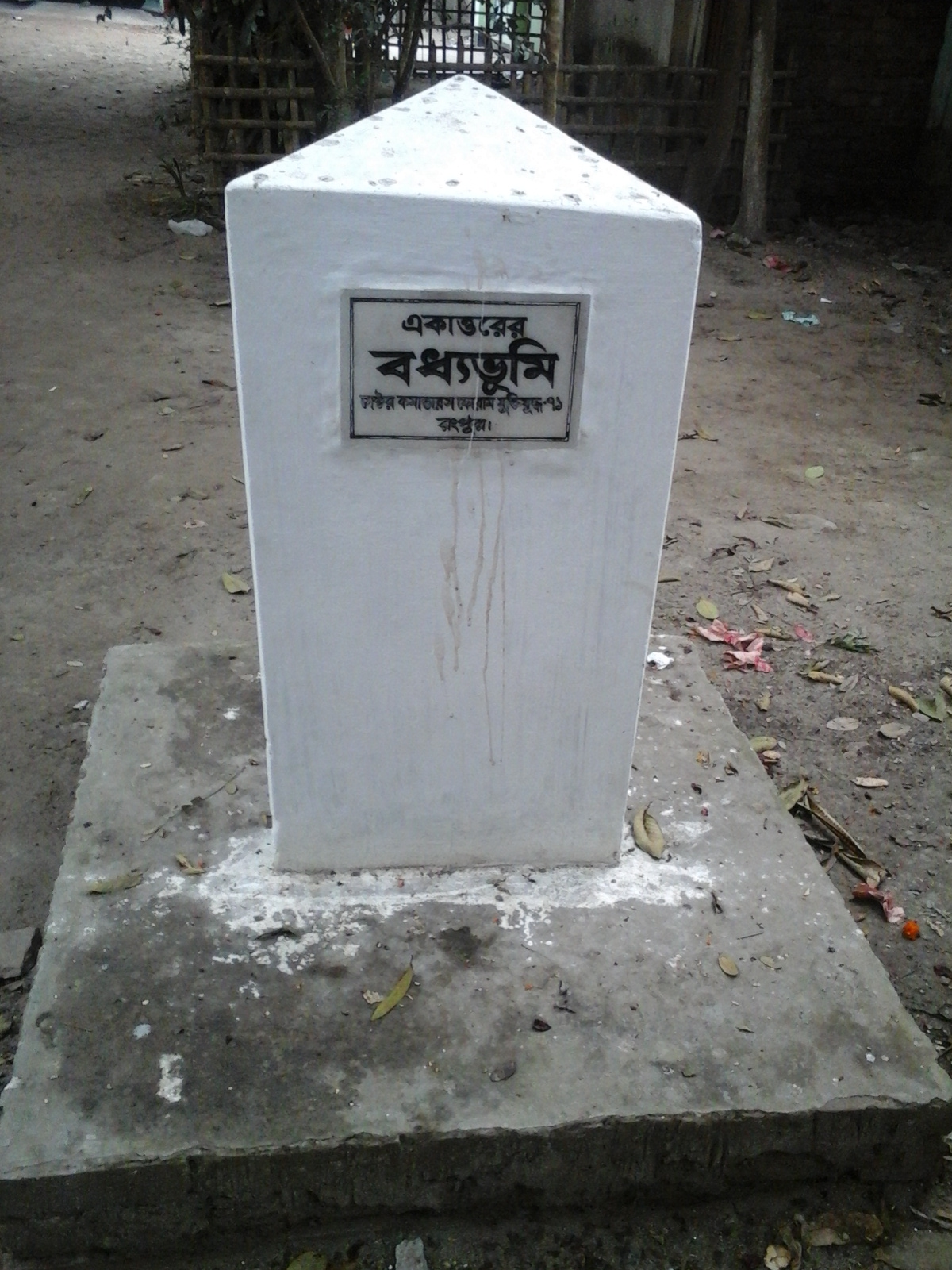
Ekattorer Boddho Bhumi
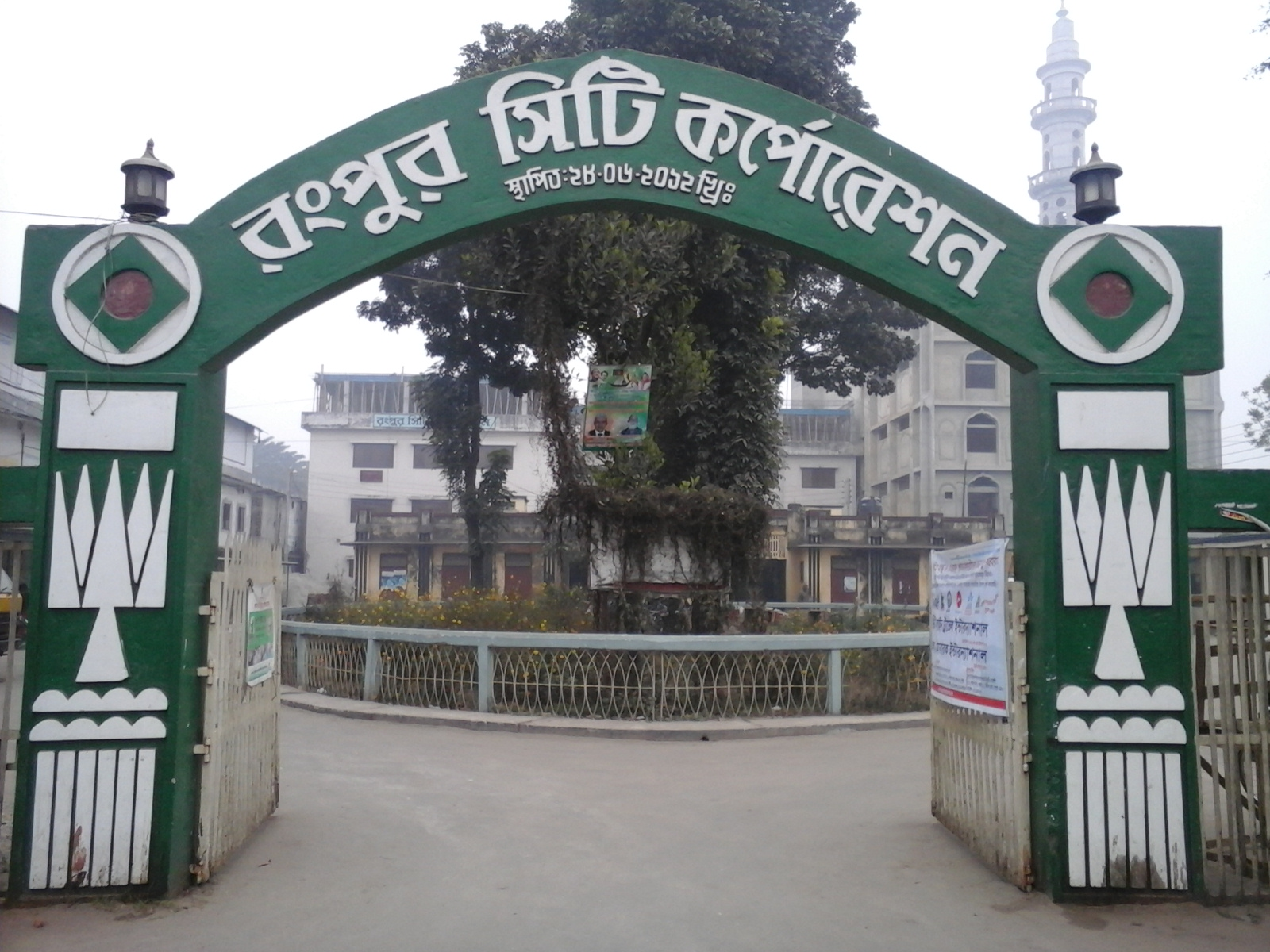
Rangpur City Corporation